# Dystrykt Muskoka

położenie dystryktu

Dystrykt Muskoka Muskoka District - jednostka administracyjna Kanadyjskiej prowincji Ontario leżąca w północnym Ontario.
Dystrykt tworzą następujące ośrodki komunalne:
- Bracebridge
- Georgian Bay
- Gravenhurst
- Huntsville
- Lake of Bays
- Muskoka Lakes